# Kuff

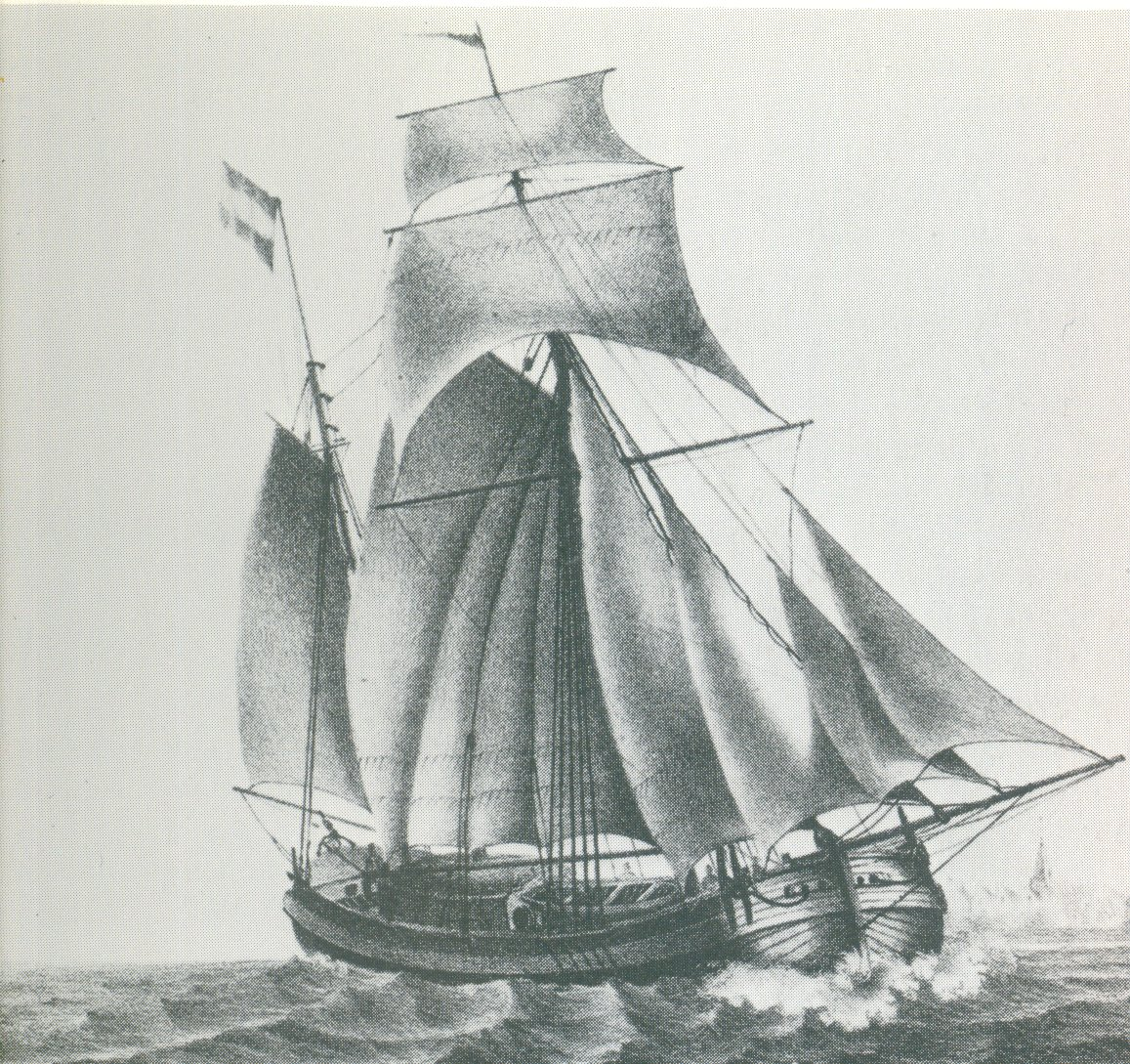
Darstellung einer Kuff von P. Le Comte (1831)

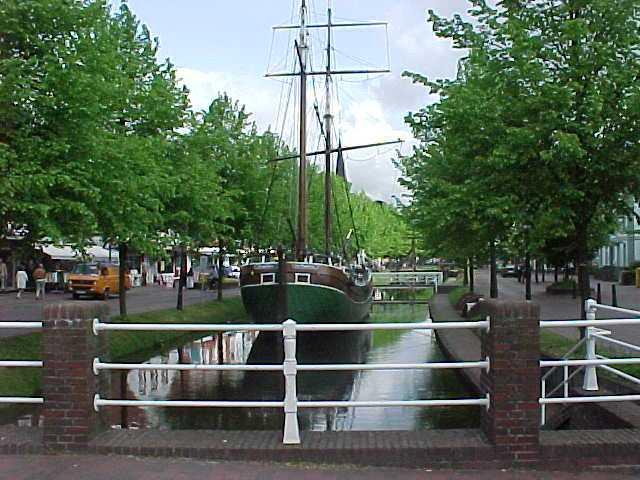
Die Kuff „Margaretha von Papenburg“ im Jahr 2003

Kuff bezeichnet einen historischen und meist in der Küstenschifffahrt eingesetzten Schiffstypen. Die Kuff war im 18. und 19. Jahrhundert entlang der Nordseeküsten von Belgien, den Niederlanden und Deutschland im Gebrauch. Typischerweise hatte eine Kuff anderthalb Masten, mit einem Gaffelsegel am Großmast sowie ein bis zwei Rahsegeln an dessen Marsstenge. Der Besanmast war ebenfalls mit einem Gaffelsegel getakelt. Das Schiff besaß eine füllige Form mit flachem Schiffsboden und stark gerundete und hochgezogene Bug- und Heckformen. Kleinere Kuffen waren mit Seitenschwertern ausgerüstet.